# نووکاسمارتسکی
نووکاسمارتسکی (انگلیسی: Novokasmartsky) یک شهرک در شهرستان زیانچورینسکی استان باشقیرستان کشور روسیه است.